# Joppatowne, Maryland
Joppatowne, Maryland (енгл. Joppatowne) насељено је место без административног статуса у америчкој савезној држави Мериленд.

## Демографија
По попису из 2010. године број становника је 12.616, што је 1.225 (10,8%) становника више него 2000. године.
| Група             | 2000.         | 2010.         |
| Белци             | 9.628 (84,5%) | 9.547 (75,7%) |
| Афроамериканци    | 1.174 (10,3%) | 2.106 (16,7%) |
| Азијати           | 149 (1,3%)    | 318 (2,5%)    |
| Хиспаноамериканци | 236 (2,1%)    | 410 (3,2%)    |
| Укупно            | 11.391        | 12.616        |